# カルキ (ヒンドゥー教)

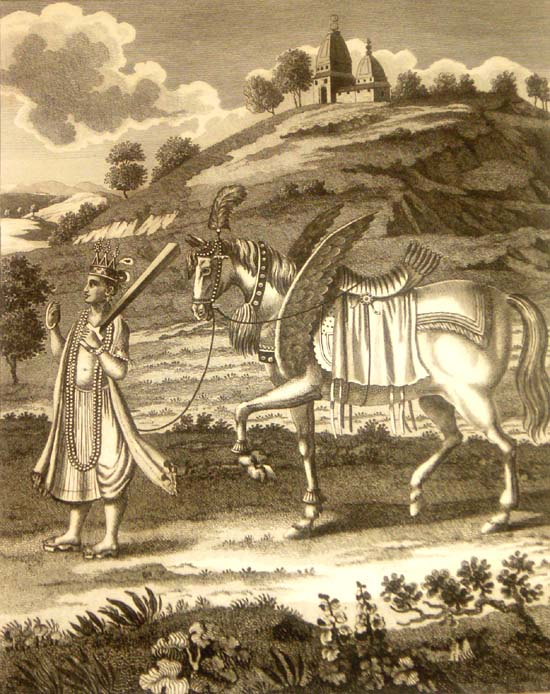
カルキ。

カルキ（Kalki, कल्कि）は、ヒンドゥー教に伝わるヴィシュヌの10番目にして最後のアヴァターラ。その名は「永遠」、「時間」、あるいは「汚物を破壊するもの」を意味する。白い駿馬に跨った英雄、あるいは白い馬頭の巨人の姿で表される。はるか未来の暗黒時代（カリ・ユガ）に出現し、宇宙に跋扈するあらゆる悪（アダルマ）を滅して善（ダルマ）を打ち立て、新たな黄金時代（クリタ・ユガ）の到来を促す救世主とされる。